# سمير الشعار
سمير حسين الشعار (16 يونيو 1934 - 4 أبريل 1972) مهندس طب حيوي لبناني. ولد في بلدة عيناب بقضاء عاليه. تلقّى علومه الابتدائية في المدرسة الداودية، ونال الشهادة الابتدائية العالية الرسمية سنة 1949. تخرج من مدرسة الصنائع والفنون الجميلة في بيروت بدرجة مساعد مهندس ميكانيك سنة 1959. سافر إلى الولايات المتحدة ليتخصص بالهندسة الإلكترونية سنة 1959. حصل على الدرجة الجامعية الأولى بكالوريوس في العلوم من جامعة كاليفورنيا الجنوبية سنة 1963. أصيب بمرض توقف كليتيه عن العمل سنة 1964. ثم حصل على درجة ماجستير في العلوم من الجامعة نفسها، وكان موضوع أطروحته جهاز كلية اصطناعية متطور سنة 1966. ثم حصل على درجة دكتوراه في هندسة الطب الحياتي. أنجز اختراعه وتعاقد مع شركة Moog لإنتاجه سنة 1971.

## سيرته
ولد سمير بن حسين الشعار في عيناب في 16 حزيران 1934 وتلقّى علومه الابتدائية في المدرسة الداودية في عبيه، ثم تخرّج في مدرسة الصنائع بدرجة معاون مهندس في الميكانيك سنة 1959، وسافر إلى الولايات المتحدة والتحق بجامعة كاليفورنيا فتخرج فيها برتبة بكالوريوس في العلوم سنة 1963، فأصيب في كليتيه، وقاسی المتاعب الكثيرة منها، فجعل موضوع أطروحته الأولى سنة 1966 درس اختراعه جهاز كلية اصطناعية متطوّرة. وبالرغم من مشكلاته الصعبة، استأنف دراسته الجامعية يغالب المرض إلى أن نال شهادة الدكتوراه في هندسة الطب الحيوي سنة 1969، وكانت أطروحته درس اختراعه الآخر وهو القلب الاصطناعي الذين سُجّل في مكتب الاختراعات تحت رقم 5490 وتولت إنتاجه شركة موغ وأطلق عليه اسم Saar Actuator Controller Artificial Heart. ثم عمل بعدئذٍ في شركة الطائرات النفاثة في ولايات كاليفورنيا بصفة مستشار.

توفي في 4 نيسان 1972 إثر نزيف في الدماغ، وفي سنة 1973 أقيمت له حفلة الذكرى السنوية في قاعة الأونيسكو في بيروت تكلم فيها نخبة من رجال العلم والمجتمع ومنحته الدولة فيه وساماً رفيعاً لعلمه.
 أقيمت له النصب التذكارية في مسقط رأسه.

## وصلات خارجية
- D121 Autoregulation in the Isolated Heart-Theory and Application in the Artificial Heart, Samir H. Shaar. Ph.D., 1970, U